# MS Urgente
MS Urgente foi um programa jornalístico exibido pela TV Interativa, afiliada da Band no Mato Grosso do Sul.

## História
Em março de 2010, estreou o MS Urgente apresentado pelo jornalista Benedito de Paula Filho, que na época era diretor do jornal Boca do Povo. Depois do mesmo ter tido um programa mal-sucedido na mesma emissora na década de 2000.
Em junho, o programa saiu do ar para dar lugar a cobertura da Copa do Mundo de 2010. Mas entretanto, o mesmo não retornou ao ar após a fim do mundial, o jornal só voltou em 8 de novembro com um novo apresentador, Marcos Adriano.
Em 20 de novembro de 2020, o programa foi exibido pela última vez após diversas mudanças na emissora, sendo substituído pela versão local do Band Cidade.